# 美月 (ギタリスト)
美月（みづき、1984年1月8日 - ）は、滋賀県草津市生まれのヴィジュアル系ロックギタリスト。ヴィジュアル系バンドSadie、およびThe THIRTEENのギターを務める。